# أليكسي سطيبانوف
أليكسي سطيبانوف (الروسية: Степанов, Алексей Владимирович) (5 ديسمبر 1977 بإيجيفسك في روسيا - ) هو لاعب كرة قدم روسي في مركز حراسة المرمى. لعب مع أمكار بيرم وشينيك ياروسلافل ولوخ إينيرجيا فلاديفوستوك ونادي كوبان كراسنودار وFC SOYUZ-Gazprom Izhevsk ‏ وFC Izhevsk ‏ وFC Energiya Chaykovsky ‏ وسبارتاك نالتشيك ونادي سكا خاباروفسك.

## روابط خارجية
- أليكسي سطيبانوف على موقع قاعدة بيانات كرة القدم.إي يو (الإنجليزية)
- أليكسي سطيبانوف على موقع Soccerway.com (الإنجليزية)
- أليكسي سطيبانوف على موقع عالم كرة القدم.نت (الإنجليزية)